# Eurytoma infracta
Eurytoma infracta är en stekelart som beskrevs av Mayr 1904. Eurytoma infracta ingår i släktet Eurytoma och familjen kragglanssteklar.
Artens utbredningsområde är:
- Frankrike.
- Jordan.
- Rumänien.
- Spanien.
- Kroatien.

Inga underarter finns listade i Catalogue of Life.